# Meddle (album)
Meddle er det sjette studiealbum af det engelske progressive rock band Pink Floyd. Det blev udgivet i oktober 1971, og demonstrerer bandets ændring af genre fra psykedelisk rock til progressiv rock.
Albummet blev optaget ved en række steder omkring London, heriblandt Abbey Road Studios. Uden noget materiale at arbejde med og nogen klar retning for albummet udtænkte bandet flere nytænkende eksperimenter som til slut inspirerede albummets kendingssang, "Echoes". Selvom mange af gruppens senere albums blev sammensmeltet af et centralt tema, hvoraf det meste lyrik var skrevet af Roger Waters, var Meddle en gruppeindsats, hvor alle bidrog til teksterne.
Meddle blev produceret under bandets turné fra januar til august 1971. Anmeldelserne var meget blandede, og selvom albummet var en kommerciel succes i Storbritannien, var glansløs reklame på deres amerikanske pladeselskab skyld i et dårligt salg i USA.

## Spor
Side 1
1. "One of These Days" – 5:57
2. "A Pillow of Winds" – 5:10
3. "Fearless" – 6:08
4. "San Tropez" – 3:43
5. "Seamus" – 2:16

Side 2
1. "Echoes" – 23:29

## Personale
Pink Floyd
- David Gilmour – guitar, bas på "One of These Days", lead vokals, harmonika på "Seamus"
- Roger Waters – bas, lead vocal and guitar on "San Tropez"
- Richard Wright – hammondorgel, klaver, vokal på "Echoes"
- Nick Mason – trommer, slagtøj, vokalfrase på "One of These Days"

Produktion
- Rob Black – ingeniørarbejde (Morgan Studio)
- Peter Bown – ingeniørarbejde (Air og EMI Studio)
- Peter Curzon – design af albummets reproduktion
- Bob Dowling – fotografier til pladehylsterets omslag
- James Guthrie – reproduktion
- Hipgnosis – bandfotografi
- John Leckie – ingeniørarbejde (Air and EMI Studios)
- Tony May – fotografier til pladehylsterets indre illustrationer
- Pink Floyd – albummets coverdesign
- Roger Quested – ingeniørarbejde (Morgan Studio)
- Doug Sax – reproduktion
- Seamus the Dog – vokal på "Seamus"
- Storm Thorgerson – design af albummets reproduktion